# Polyortha euchlorana
Polyortha euchlorana es una especie de polilla de la familia Tortricidae. Se encuentra en México.